# Stasimopus nigellus
Stasimopus nigellus är en spindelart som beskrevs av Pocock 1902. Stasimopus nigellus ingår i släktet Stasimopus och familjen Ctenizidae. Inga underarter finns listade i Catalogue of Life.